# Дорида
Вижте пояснителната страница за други значения на Дорида.
Дорида (на гръцки: Δωρίδα) или Дорис е планинска древногръцка област в Централна Гърция, която се намира между Етолия, Тесалия, Фокия и Локрида. Превзета е от дорийците, които основават в Дорида четирите града Бойон, Китиний, Ериней и Пинд (Акифас) известни като Дорийска тетраполия.
След упадъка на Микенската култура в Древна Гърция дорийците се разселват от планинските си земи на юг в Пелопонес. Така например Лакедемонците, заселили се в Лакония се самоопределят като дорийско племе и считат Дорида за своя прародина.
Средище на Дорида е било античното селище намиращо се днес на 500 m северозападно от Стратос.